# Liste der Kulturdenkmale in Reichenbach/O.L.

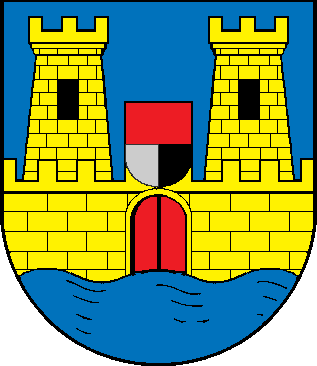
Wappen von Reichenbach/O.L.

In der Liste der Kulturdenkmale in Reichenbach/O.L. sind die Kulturdenkmale der sächsischen Stadt Reichenbach/O.L. verzeichnet, die bis September 2024 vom Landesamt für Denkmalpflege Sachsen erfasst wurden (ohne archäologische Kulturdenkmale). Die Anmerkungen sind zu beachten.
Diese Aufzählung ist eine Teilmenge der Liste der Kulturdenkmale im Landkreis Görlitz.

## Reichenbach/O.L.
| Bild                                    | Bezeichnung | Lage                                                                        | Datierung | Beschreibung | ID       |
| --------------------------------------- | --- | --------------------------------------------------------------------------- | --- | --- | -------- |
|                                         | Denkmalschutzgebiet Stadtkern Reichenbach/Oberlausitz (Vorschlag) | (Stadtkern) (Karte)                                                         | Ab dem späten 18. Jahrhundert | Denkmalschutzgebiet Stadtkern Reichenbach/Oberlausitz | 09300909 |
|                                         | Sächsisch-Preußischer Grenzstein: Pilar Nr. 40 | An der Schanze (Karte)                                                      | Nach 1828 | Siehe auch Sachgesamtheit 09305644; vermessungsgeschichtlich und landesgeschichtlich von Bedeutung als Zeitdokument der historischen Grenzziehung zwischen Sachsen und Preußen nach dem Wiener Kongress 1815. | 09305426 |
| Direkt Bild zu diesem Denkmal hochladen | Wohnhaus in Ecklage | Alter Ring 1 (Karte)                                                        | Um 1800 | Vermutlich ehemaliges Krankenhaus mit Nr. 3, baugeschichtlich und ortsgeschichtlich von Bedeutung | 09268897 |
| Direkt Bild zu diesem Denkmal hochladen | Wohnhaus in halboffener Bebauung | Alter Ring 2 (Markt 15) (Karte)                                             | 2. Hälfte 19. Jahrhundert, Kern eventuell älter (Wohnhaus); 1920er Jahre (Giebel)                                                       | Baugeschichtlich und städtebaulich von Bedeutung | 09268679 |
| Direkt Bild zu diesem Denkmal hochladen | Wohnhaus in geschlossener Bebauung | Alter Ring 3 (Karte)                                                        | Um 1900 | Vermutlich ehemaliges Krankenhaus mit Nr. 1, baugeschichtlich und ortsgeschichtlich von Bedeutung | 09303138 |
| Direkt Bild zu diesem Denkmal hochladen | Wohnhaus in halboffener Bebauung | Alter Ring 6 (Karte)                                                        | Um 1750 | Obergeschoss Fachwerk, baugeschichtlich und städtebaulich von Bedeutung | 09268695 |
| Direkt Bild zu diesem Denkmal hochladen | Einfaches Wohnhaus in halboffener Bebauung | Alter Ring 8 (Karte)                                                        | Kern 18. Jahrhundert | Städtebauliche und besonders baugeschichtliche Bedeutung (Stampflehmwände) | 09304477 |
| Direkt Bild zu diesem Denkmal hochladen | Wohnhaus in geschlossener Bebauung | Alter Ring 11 (Karte)                                                       | Um 1800 | Baugeschichtlich und städtebaulich von Bedeutung | 09268696 |
| Direkt Bild zu diesem Denkmal hochladen | Wohnhaus in halboffener Bebauung | Alter Ring 12 (Karte)                                                       | 1. Hälfte 19. Jahrhundert | Baugeschichtlich und städtebaulich von Bedeutung | 09300691 |
| Direkt Bild zu diesem Denkmal hochladen | Wohnhaus in geschlossener Bebauung | Alter Ring 13 (Karte)                                                       | 1. Hälfte 19. Jahrhundert | Baugeschichtlich und städtebaulich von Bedeutung | 09268697 |
| Direkt Bild zu diesem Denkmal hochladen | Wohnhaus in geschlossener Bebauung | Alter Ring 14 (Karte)                                                       | 1. Hälfte 19. Jahrhundert | Baugeschichtlich und städtebaulich von Bedeutung | 09300692 |
| Direkt Bild zu diesem Denkmal hochladen | Wohnhaus in geschlossener Bebauung, mit Vorgarten und Einfriedung | Alter Ring 15 (Karte)                                                       | 1. Hälfte 19. Jahrhundert | Baugeschichtlich und städtebaulich von Bedeutung | 09268698 |
| Direkt Bild zu diesem Denkmal hochladen | Wohnhaus | Alter Ring 16 (Karte)                                                       | 1. Hälfte 19. Jahrhundert | Womöglich ehemaliges Gefängnis, ortsgeschichtlich von Bedeutung | 09268694 |
| Direkt Bild zu diesem Denkmal hochladen | Ländliches Wohnhaus | Alter Ring 18 (Karte)                                                       | 2. Hälfte 18. Jahrhundert | Baugeschichtlich von Bedeutung | 09268693 |
| Direkt Bild zu diesem Denkmal hochladen | Ackerbürgerhaus in geschlossener Bebauung | Alter Ring 39 (Karte)                                                       | Bezeichnet mit 1750 | Baugeschichtlich und städtebaulich von Bedeutung | 09268692 |
|                                         | Industriemühle mit Mühlentechnik und Bruchsteinbrücke | Badergasse 5 (Karte)                                                        | 1949/1950 | Mühle in der Formensprache der 1920er Jahre, authentisch, geschichtlich und städtebaulich von Bedeutung | 09268896 |
| Weitere Bilder                          | Denkmal | Bahnhofstraße (Nähe Oberschule) (Karte)                                     | 1938 | Monolith mit den Jahreszahlen „1238 – 1938“, aufgestellt anlässlich der 700-Jahr-Feier der Stadt Reichenbach nahe dem Bahnhof, hinter Fabrikstraße 31; 2013 aus Anlass der 775-Jahr-Feier der Stadt zusätzlich mit Jahreszahl „2013“ versehen und an neuen Standort versetzt; ortsgeschichtlich von Bedeutung | 09268751 |
| Direkt Bild zu diesem Denkmal hochladen | Denkmal für die Verfolgten des Naziregimes | Bahnhofstraße (Ecke Geschwister-Scholl-Straße) (Karte)                      | Nach 1945 | Geschichtlich von Bedeutung | 09268721 |
| Direkt Bild zu diesem Denkmal hochladen | Mietshaus in offener Bebauung in Ecklage | Bahnhofstraße 2 (Karte)                                                     | Um 1910 | Baugeschichtlich und städtebaulich von Bedeutung | 09268716 |
| Weitere Bilder                          | Schulgebäude in offener Bebauung in Ecklage | Bahnhofstraße 3 (Karte)                                                     | 1912 | Baugeschichtlich und ortsgeschichtlich von Bedeutung | 09268719 |
| Direkt Bild zu diesem Denkmal hochladen | Gartenpavillon | Bahnhofstraße 7 (Karte)                                                     | Anfang 20. Jahrhundert | Tempietto, baugeschichtlich von Bedeutung | 09268724 |
| Direkt Bild zu diesem Denkmal hochladen | Wohnhaus in offener Bebauung | Bahnhofstraße 10 (Karte)                                                    | Um 1920 | Städtebaulich von Bedeutung | 09268722 |
| Direkt Bild zu diesem Denkmal hochladen | Gebäude eines Radiosenders mit Hauptbau, zwei Pavillons und Verbindungstrakten, mit Einfriedung | Bandmachergasse 1 (Karte)                                                   | 1934 | Geschichtlich und ortsgeschichtlich von Bedeutung | 09268736 |
| Direkt Bild zu diesem Denkmal hochladen | Kirchschule und Kantorat | Christian-Gottlieb-Käuffer-Straße 2, 4 (Karte)                              | Um 1750 | Baugeschichtlich und ortsgeschichtlich von Bedeutung | 09268691 |
| Direkt Bild zu diesem Denkmal hochladen | Wohnhaus | Fabrikstraße 22 (Karte)                                                     | Um 1880 | Letztes authentisches Beispiel einer Arbeitersiedlung, ortsgeschichtlich von Bedeutung | 09268753 |
|                                         | Fabrikantenwohnhaus | Fabrikstraße 29 (neben) (Karte)                                             | Um 1870 | Baugeschichtlich und ortsgeschichtlich von Bedeutung | 09268710 |
| Direkt Bild zu diesem Denkmal hochladen | Sowjetischer Soldatenfriedhof (Sachgesamtheit) | Friedhofsweg (Karte)                                                        | 1945 | Sachgesamtheit Sowjetischer Soldatenfriedhof mit vier Reihen Soldatengräbern sowjetischer Gefallener und Einfriedung; geschichtlich von Bedeutung | 09303226 |
| Direkt Bild zu diesem Denkmal hochladen | Friedhof Reichenbach (Sachgesamtheit) | Friedhofsweg (Karte)                                                        | Um 1900 | Sachgesamtheit Friedhof Reichenbach mit folgenden Einzeldenkmalen: Auferstehungskapelle, Gruft Haugwitz und Kleist, zwei Grabmale der Familie von Kiesenwetter, sämtliche Einfriedungsgitter der Grabanlagen im östlichen und westlichen Bereich des Friedhofs, deutsche, polnische und sowjetische Soldatengräber im Süden des Friedhofs und Einfriedungsmauer (siehe auch Einzeldenkmale 09268670 unter gleicher Anschrift) sowie Friedhof mit Friedhofsgestaltung (Gartendenkmal); baugeschichtlich und ortsgeschichtlich von Bedeutung                                   | 09300813 |
| Direkt Bild zu diesem Denkmal hochladen | Auferstehungskapelle, Gruft Haugwitz und Kleist, zwei Grabmale der Familie von Kiesenwetter, sämtliche Einfriedungsgitter der Grabanlagen im östlichen und westlichen Bereich des Friedhofs, deutsche, polnische und sowjetische Soldatengräber im Süden des Friedhofs und Einfriedungsmauer (Einzeldenkmale zu ID-Nr. 09300813)                                                 | Friedhofsweg (Karte)                                                        | 1. Hälfte 19. Jahrhundert (Grabmal); 1845 (Gruft); 1914 (Friedhofskapelle); 1945 (deutsche, polnische und sowjetische Soldaten)         | Einzeldenkmale der Sachgesamtheit Friedhof Reichenbach; baugeschichtlich und ortsgeschichtlich von Bedeutung | 09268670 |
| Direkt Bild zu diesem Denkmal hochladen | Beamtenwohnhaus des Elektrizitätswerks | Gersdorfer Straße 5 (Karte)                                                 | Um 1900 | Ziegelbauweise, baugeschichtlich von Bedeutung | 09268732 |
| Direkt Bild zu diesem Denkmal hochladen | Stadtscheune | Gersdorfer Straße 5 (gegenüber), in der Straßenkurve gegenüber ESAG (Karte) | Bezeichnet mit 1887 | Bruchstein und Ziegel, ortsgeschichtlich von Bedeutung | 09268730 |
| Direkt Bild zu diesem Denkmal hochladen | Fünf Stadtscheunen | Gersdorfer Straße 8 (gegenüber) (Karte)                                     | 2. Hälfte 19. Jahrhundert | Bruchsteinbauten mit großen Toren, ortsgeschichtlich von Bedeutung | 09268731 |
| Direkt Bild zu diesem Denkmal hochladen | Waisenhaus | Gersdorfer Straße 9 (Karte)                                                 | Um 1900 (im Kern wohl älter) | Ortsgeschichtlich von Bedeutung | 09300693 |
| Direkt Bild zu diesem Denkmal hochladen | Stadtscheune | Gersdorfer Straße 19 (gegenüber) (Karte)                                    | 1. Hälfte 19. Jahrhundert | Preußisches Fachwerk, ortsgeschichtliche Bedeutung | 09268725 |
| Direkt Bild zu diesem Denkmal hochladen | Wohnhaus mit Ladeneinbau (Stadtapotheke) in halboffener Bebauung | Görlitzer Straße 1 (Karte)                                                  | 2. Hälfte 18. Jahrhundert | Barockes Wohnhaus, baugeschichtlich und städtebaulich von Bedeutung | 09268657 |
|                                         | Rathaus | Görlitzer Straße 2 (Karte)                                                  | 2. Hälfte 19. Jahrhundert | Baugeschichtlich, ortsgeschichtlich und straßenbildprägend von Bedeutung | 09268680 |
| Direkt Bild zu diesem Denkmal hochladen | Wohnhaus in geschlossener Bebauung | Görlitzer Straße 3 (Karte)                                                  | Um 1800 | Baugeschichtlich und städtebaulich von Bedeutung | 09268780 |
| Direkt Bild zu diesem Denkmal hochladen | Wohnhaus in geschlossener Bebauung | Görlitzer Straße 4 (Karte)                                                  | 2. Hälfte 19. Jahrhundert | Baugeschichtlich und städtebaulich von Bedeutung | 09300694 |
| Direkt Bild zu diesem Denkmal hochladen | Wohnhaus in geschlossener Bebauung | Görlitzer Straße 5 (Karte)                                                  | Um 1800 | Baugeschichtlich und städtebaulich von Bedeutung | 09303140 |
| Direkt Bild zu diesem Denkmal hochladen | Wohnhaus in geschlossener Bebauung | Görlitzer Straße 7 (Karte)                                                  | Um 1800 | Baugeschichtlich und städtebaulich von Bedeutung | 09268727 |
| Direkt Bild zu diesem Denkmal hochladen | Ehemaliges Ackerbürgerhaus | Görlitzer Straße 9 (Karte)                                                  | Kern vor 1700 | Alterswert, baugeschichtlich und hausgeschichtlich von Bedeutung | 09268750 |
| Direkt Bild zu diesem Denkmal hochladen | Wohnhaus in geschlossener Bebauung | Görlitzer Straße 11 (Karte)                                                 | Um 1800 | Baugeschichtlich und städtebaulich von Bedeutung | 09268726 |
| Direkt Bild zu diesem Denkmal hochladen | Wohnhaus in geschlossener Bebauung | Görlitzer Straße 13 (Karte)                                                 | Um 1800 | Baugeschichtlich und städtebaulich von Bedeutung | 09300695 |
| Direkt Bild zu diesem Denkmal hochladen | Wohnhaus in geschlossener Bebauung | Görlitzer Straße 15 (Karte)                                                 | 18. Jahrhundert | Baugeschichtlich und städtebaulich von Bedeutung | 09300696 |
| Direkt Bild zu diesem Denkmal hochladen | Wohnhaus in halboffener Bebauung | Görlitzer Straße 17 (Karte)                                                 | 18. Jahrhundert | Baugeschichtlich und städtebaulich von Bedeutung | 09300697 |
| Direkt Bild zu diesem Denkmal hochladen | Ackerbürgerhaus in halboffener Bebauung | Görlitzer Straße 18 (Karte)                                                 | Frühes 18. Jahrhundert | Baugeschichtlich und städtebaulich von Bedeutung | 09268681 |
| Direkt Bild zu diesem Denkmal hochladen | Ackerbürgerhaus in geschlossener Bebauung | Görlitzer Straße 20 (Karte)                                                 | Bezeichnet mit 1785 | Baugeschichtlich und städtebaulich von Bedeutung | 09268682 |
| Direkt Bild zu diesem Denkmal hochladen | Wohnhaus in halboffener Bebauung | Görlitzer Straße 21 (Karte)                                                 | 2. Hälfte 19. Jahrhundert | Baugeschichtlich und städtebaulich von Bedeutung | 09268661 |
| Direkt Bild zu diesem Denkmal hochladen | Wohnhaus in halboffener Bebauung | Görlitzer Straße 22 (Karte)                                                 | 1. Hälfte 19. Jahrhundert, Kern womöglich älter                                                                                         | Städtebaulich von Bedeutung | 09268899 |
| Direkt Bild zu diesem Denkmal hochladen | Wohnhaus in geschlossener Bebauung | Görlitzer Straße 23 (Karte)                                                 | Um 1850 | Baugeschichtlich und städtebaulich von Bedeutung | 09268662 |
| Direkt Bild zu diesem Denkmal hochladen | Ackerbürgerhaus in geschlossener Bebauung | Görlitzer Straße 24 (Karte)                                                 | Ende 18. Jahrhundert | Baugeschichtlich und städtebaulich von Bedeutung | 09268683 |
| Direkt Bild zu diesem Denkmal hochladen | Ackerbürgerhaus in halboffener Bebauung | Görlitzer Straße 26 (Karte)                                                 | 2. Hälfte 18. Jahrhundert | Barocker Baukörper, baugeschichtlich und städtebaulich von Bedeutung | 09268684 |
| Direkt Bild zu diesem Denkmal hochladen | Ackerbürgerhaus in geschlossener Bebauung | Görlitzer Straße 27 (Karte)                                                 | Um 1800 | Baugeschichtlich und städtebaulich von Bedeutung | 09268664 |
| Direkt Bild zu diesem Denkmal hochladen | Ackerbürgerhaus in geschlossener Bebauung | Görlitzer Straße 29 (Karte)                                                 | Um 1800 | Baugeschichtlich und städtebaulich von Bedeutung | 09300700 |
| Direkt Bild zu diesem Denkmal hochladen | Wohnhaus in geschlossener Bebauung | Görlitzer Straße 30 (Karte)                                                 | Um 1800 | Baugeschichtlich und städtebaulich von Bedeutung | 09300699 |
| Direkt Bild zu diesem Denkmal hochladen | Ehemaliges Spital | Görlitzer Straße 31 (Karte)                                                 | Um 1800 | Ortsgeschichtlich und städtebaulich von Bedeutung | 09300701 |
| Direkt Bild zu diesem Denkmal hochladen | Ackerbürgerhaus in geschlossener Bebauung | Görlitzer Straße 32 (Karte)                                                 | 2. Hälfte 18. Jahrhundert | Baugeschichtlich und städtebaulich von Bedeutung | 09268686 |
| Direkt Bild zu diesem Denkmal hochladen | Wohnhaus in geschlossener Bebauung | Görlitzer Straße 33 (Karte)                                                 | Um 1800 | Baugeschichtlich und städtebaulich von Bedeutung | 09268665 |
| Direkt Bild zu diesem Denkmal hochladen | Wohnhaus in halboffener Bebauung | Görlitzer Straße 35 (Karte)                                                 | Um 1800 | Obergeschoss Fachwerk, baugeschichtlich und städtebaulich von Bedeutung | 09300702 |
| Direkt Bild zu diesem Denkmal hochladen | Wohnhaus in geschlossener Bebauung | Görlitzer Straße 36 (Karte)                                                 | Um 1850 | Baugeschichtlich und städtebaulich von Bedeutung | 09268687 |
| Direkt Bild zu diesem Denkmal hochladen | Wohnhaus in halboffener Bebauung | Görlitzer Straße 52 (Karte)                                                 | Um 1800 | Baugeschichtlich und straßenbildprägend von Bedeutung | 09268900 |
| Direkt Bild zu diesem Denkmal hochladen | Wohnhaus, nach links in geschlossener Bebauung | Görlitzer Straße 56 (Karte)                                                 | Anfang 19. Jahrhundert | Portal mit Segmentbogen, baugeschichtlich und städtebaulich von Bedeutung | 09268806 |
|                                         | Johanneskirche und Kirchhof (Sachgesamtheit) | Kirchplatz 1 (Karte)                                                        | 14.–19. Jahrhundert | Sachgesamtheit Johanneskirche und Kirchhof mit folgenden Einzeldenkmalen: Kirche, mittelalterliche Wehrmauer mit Hussitentor, Einfriedungsmauerreste an der Görlitzer Straße, Denkmale für die Gefallenen der Franzosenkriege und des Ersten Weltkrieges, sechs Grabmale (darunter „Crusiuus 1762–1820“) und eine Grabanlage an der westlichen Kirchhofsmauer, vier Grabsteine an der äußeren Kirchenwand und Scheune (siehe auch Einzeldenkmale 09268658 unter gleicher Anschrift) sowie Kirchhof als Sachgesamtheitsteil; baugeschichtlich und geschichtlich von Bedeutung | 09300811 |
|                                         | Kirche, mittelalterliche Wehrmauer mit Hussitentor, Einfriedungsmauerreste an der Görlitzer Straße, Denkmale für die Gefallenen der Franzosenkriege und des Ersten Weltkrieges, sechs Grabmale (darunter „Crusius 1762–1820“) und eine Grabanlage an der westlichen Kirchhofsmauer, vier Grabsteine an der äußeren Kirchenwand sowie Scheune (Einzeldenkmale zu ID-Nr. 09300811) | Kirchplatz 1 (Karte)                                                        | Ab ca. 1200 (Kirche); vor 1430 (Kirchhofstor und Wehrmauer); nach 1828 (Grabanlage Grufius); 18./19. Jahrhundert (Kirchhofsbestandteil) | Einzeldenkmale der Sachgesamtheit Johanneskirche und Kirchhof; baugeschichtlich und geschichtlich von Bedeutung | 09268658 |
| Direkt Bild zu diesem Denkmal hochladen | Ehemalige Mädchenschule | Kleine Kirchgasse 6 (Karte)                                                 | Ende 18. Jahrhundert | Bestandteil der Ortskernstruktur, baugeschichtlich und ortsgeschichtlich von Bedeutung | 09268701 |
| Direkt Bild zu diesem Denkmal hochladen | Wohnhaus mit Laden und Hintergebäude | Löbauer Straße 6 (Karte)                                                    | 2. Hälfte 19. Jahrhundert | Baugeschichtlich und städtebaulich von Bedeutung | 09268645 |
| Direkt Bild zu diesem Denkmal hochladen | Villa und Garten | Löbauer Straße 8 (Karte)                                                    | Ende 19. Jahrhundert | Gebäude mit vergleichsweise aufwändigem Dekor, baugeschichtlich und städtebaulich von Bedeutung | 09268644 |
| Direkt Bild zu diesem Denkmal hochladen | Wohnstallhaus mit Umgebinderesten | Löbauer Straße 16 (Karte)                                                   | 18. Jahrhundert | Obergeschoss Fachwerk, baugeschichtlich und sozialgeschichtlich von Bedeutung | 09268649 |
| Direkt Bild zu diesem Denkmal hochladen | Lehrerbildungsinstitut (Königliches Oberlausitzer Lehrerseminar) mit Turnhalle, zwei Nebengebäuden sowie Übungsschule, dazu die parkähnliche Gartenanlage mit Einfriedungsmauer | Löbauer Straße 19 (Karte)                                                   | 1866 (Seminar); um 1905 (Übungsschule)                                                                                                  | Baugeschichtlich und ortsgeschichtlich von Bedeutung | 09268646 |
| Direkt Bild zu diesem Denkmal hochladen | Wohnhaus (Fachwerk) und Seitengebäude eines Bauernhofes | Löbauer Straße 44 (Karte)                                                   | Um 1850 | Baugeschichtlich und wirtschaftsgeschichtlich von Bedeutung | 09268752 |
| Direkt Bild zu diesem Denkmal hochladen | Marktplatz mit gegenwärtiger Pflasterung, Brunnen und zwei Baumreihen (Nebenanlage) an seinen Längsseiten, Beleuchtung und Sitzplätzen | Markt (Karte)                                                               | 18. Jahrhundert | Langgestreckte rechteckige Platzanlage mit Baumreihen an zwei Seiten sowie Sitzplätzen, Beleuchtung, dem Marktbrunnen und rahmenden Fußwegen sowie den an allen vier Seiten umgebenden baulichen Platzwänden mit hoher Authentizität, stadtgeschichtliche und stadtbildprägende Bedeutung | 09307487 |
| Direkt Bild zu diesem Denkmal hochladen | Wohnhaus in geschlossener Bebauung | Markt 4 (Karte)                                                             | Um 1860 | Baugeschichtlich und städtebaulich von Bedeutung | 09268688 |
| Direkt Bild zu diesem Denkmal hochladen | Wohnhaus mit Laden in halboffener Bebauung | Markt 7 (Karte)                                                             | Ende 19. Jahrhundert, im Kern älter | Früher Hotel, baugeschichtlich und städtebaulich von Bedeutung | 09268653 |
| Direkt Bild zu diesem Denkmal hochladen | Mietshaus in halboffener Bebauung und Nebengebäude | Markt 8 (Karte)                                                             | 2. Hälfte 19. Jahrhundert, Kern wohl älter                                                                                              | Baugeschichtlich und städtebaulich von Bedeutung | 09268654 |
| Direkt Bild zu diesem Denkmal hochladen | Wohnhaus mit Laden in geschlossener Bebauung | Markt 9 (Karte)                                                             | Nach 1800 | Baugeschichtlich und städtebaulich von Bedeutung | 09268659 |
| Direkt Bild zu diesem Denkmal hochladen | Wohnhaus in geschlossener Bebauung | Markt 10 (Karte)                                                            | Um 1870 | Baugeschichtlich und städtebaulich von Bedeutung | 09268660 |
| Direkt Bild zu diesem Denkmal hochladen | Wohnhaus in geschlossener Bebauung | Markt 11 (Karte)                                                            | Um 1870, Kern eventuell älter | Baugeschichtlich und städtebaulich von Bedeutung | 09268663 |
| Direkt Bild zu diesem Denkmal hochladen | Wohnhaus mit Laden in geschlossener Bebauung | Markt 12 (Karte)                                                            | Um 1870, Kern eventuell älter | Baugeschichtlich und städtebaulich von Bedeutung | 09268685 |
| Direkt Bild zu diesem Denkmal hochladen | Mietshaus in geschlossener Bebauung | Markt 13 (Karte)                                                            | Um 1870 | Baugeschichtlich und städtebaulich von Bedeutung | 09268655 |
| Direkt Bild zu diesem Denkmal hochladen | Mietshaus mit Ladeneinbau in halboffener Bebauung | Markt 14 (Karte)                                                            | Um 1870 | Baugeschichtlich und städtebaulich von Bedeutung | 09268656 |
| Direkt Bild zu diesem Denkmal hochladen | Wohnhaus in halboffener Bebauung | Markt 15 (Alter Ring 2) (Karte)                                             | 2. Hälfte 19. Jahrhundert, Kern eventuell älter; 1920er Jahre (Giebel)                                                                  | Baugeschichtlich und städtebaulich von Bedeutung | 09268679 |
| Direkt Bild zu diesem Denkmal hochladen | Wohnhaus in geschlossener Bebauung | Markt 16 (Karte)                                                            | Ende 18. Jahrhundert | Baugeschichtlich und städtebaulich von Bedeutung | 09268718 |
| Direkt Bild zu diesem Denkmal hochladen | Ackerbürgerhaus in geschlossener Bebauung | Markt 17 (Karte)                                                            | Ende 18. Jahrhundert | Baugeschichtlich und ortsbildprägend von Bedeutung | 09268678 |
| Direkt Bild zu diesem Denkmal hochladen | Wohnhaus in geschlossener Bebauung | Markt 18 (Karte)                                                            | 2. Hälfte 19. Jahrhundert | Baugeschichtlich und städtebaulich von Bedeutung | 09268720 |
| Direkt Bild zu diesem Denkmal hochladen | Wohnhaus in Ecklage | Markt 19 (Karte)                                                            | Ende 18. Jahrhundert | Baugeschichtlich und städtebaulich von Bedeutung | 09268677 |
| Direkt Bild zu diesem Denkmal hochladen | Wohnhaus in geschlossener Bebauung | Markt 20 (Karte)                                                            | Ende 18. Jahrhundert | Baugeschichtlich und städtebaulich von Bedeutung | 09268728 |
| Direkt Bild zu diesem Denkmal hochladen | Wohnhaus in geschlossener Bebauung | Markt 22 (Karte)                                                            | 18. Jahrhundert | Baugeschichtlich und städtebaulich von Bedeutung | 09268816 |
| Direkt Bild zu diesem Denkmal hochladen | Wohnhaus in Ecklage | Markt 23 (Karte)                                                            | Ende 18. Jahrhundert | Baugeschichtlich und ortsbildprägend von Bedeutung | 09268676 |
| Direkt Bild zu diesem Denkmal hochladen | Mietshaus mit Laden in geschlossener Bebauung | Markt 25 (Karte)                                                            | 1863 | Baugeschichtlich und städtebaulich von Bedeutung | 09268675 |
| Direkt Bild zu diesem Denkmal hochladen | Wohnhaus in geschlossener Bebauung | Markt 26 (Karte)                                                            | 1. Hälfte 18. Jahrhundert | Baugeschichtlich und städtebaulich von Bedeutung | 09268674 |
| Direkt Bild zu diesem Denkmal hochladen | Wohnhaus mit Laden in Ecklage | Markt 27 (Karte)                                                            | 1. Hälfte 18. Jahrhundert | Baugeschichtlich und städtebaulich von Bedeutung | 09268673 |
| Direkt Bild zu diesem Denkmal hochladen | Mietshaus mit Laden in offener Bebauung | Mittelstraße 5 (Karte)                                                      | Um 1910 | Baugeschichtlich und städtebaulich von Bedeutung | 09268712 |
| Direkt Bild zu diesem Denkmal hochladen | Mietshaus in offener Bebauung | Mittelstraße 8 (Karte)                                                      | Um 1910 | Baugeschichtlich und städtebaulich von Bedeutung | 09268713 |
| Direkt Bild zu diesem Denkmal hochladen | Wohnhaus in halboffener Bebauung | Mittelstraße 13 (Karte)                                                     | Um 1890 | Baugeschichtlich und städtebaulich von Bedeutung | 09268714 |
| Direkt Bild zu diesem Denkmal hochladen | Wohnstallhaus des ehemaligen Rittergutes Niederreichenbach und Gutspark | Niederhof 2, 3 (Karte)                                                      | Wohl 18. Jahrhundert | Baugeschichtlich, ortsgeschichtlich, und landschaftsgestaltend von Bedeutung | 09268808 |
|                                         | Kriegerdenkmal für die Gefallenen des Ersten Weltkriegs | Niederreichenbach (Karte)                                                   | Nach 1918 | Ortsgeschichtlich von Bedeutung | 09268763 |
| Direkt Bild zu diesem Denkmal hochladen | Gasthof (Gerichtskretscham) | Niederreichenbach 1 (Karte)                                                 | Um 1800 | Baugeschichtlich und ortsgeschichtlich von Bedeutung | 09268762 |
| Direkt Bild zu diesem Denkmal hochladen | Spritzenhaus | Niederreichenbach 2a (neben) (Karte)                                        | Bezeichnet mit 1926 | Ortsgeschichtlich von Bedeutung | 09305276 |
| Direkt Bild zu diesem Denkmal hochladen | Wohnstallhaus und Seitengebäude eines Dreiseithofes | Niederreichenbach 4 (Karte)                                                 | Bezeichnet mit 1847 | Baugeschichtlich und wirtschaftsgeschichtlich von Bedeutung | 09268755 |
| Direkt Bild zu diesem Denkmal hochladen | Wohnstallhaus, zwei Seitengebäude und Scheune eines Vierseithofes | Niederreichenbach 7 (Karte)                                                 | 1870 | Baugeschichtlich und wirtschaftsgeschichtlich von Bedeutung | 09268758 |
| Direkt Bild zu diesem Denkmal hochladen | Wohnhaus (Umgebinde) und Scheune | Niederreichenbach 8 (Karte)                                                 | Mitte 18. Jahrhundert | Wohnhaus Obergeschoss Fachwerk, Fachwerkscheune, baugeschichtlich und sozialgeschichtlich von Bedeutung | 09268767 |
| Direkt Bild zu diesem Denkmal hochladen | Wohnstallhaus und zwei Seitengebäude eines Vierseithofes | Niederreichenbach 18 (Karte)                                                | Bezeichnet mit 1859, im Kern älter | Baugeschichtlich und wirtschaftsgeschichtlich von Bedeutung | 09268757 |
| Direkt Bild zu diesem Denkmal hochladen | Wohnstallhaus, Scheune und Seitengebäude mit Kumthalle eines Vierseithofes | Niederreichenbach 25 (Karte)                                                | Um 1780 | Wohnstallhaus Obergeschoss Fachwerk, baugeschichtlich und wirtschaftsgeschichtlich von Bedeutung | 09268768 |
| Direkt Bild zu diesem Denkmal hochladen | Umgebindewohnhaus | Niederreichenbach 26 (Karte)                                                | Um 1800 | Obergeschoss Fachwerk, baugeschichtlich und sozialgeschichtlich von Bedeutung | 09268769 |
| Direkt Bild zu diesem Denkmal hochladen | Wohnhaus | Niederreichenbach 28 (Karte)                                                | Um 1840 | Obergeschoss Fachwerk, baugeschichtlich von Bedeutung | 09268766 |
| Direkt Bild zu diesem Denkmal hochladen | Ackerbürgerhaus in geschlossener Bebauung | Nieskyer Straße 5 (Karte)                                                   | Anfang 19. Jahrhundert | Obergeschoss Fachwerk, baugeschichtlich und städtebaulich von Bedeutung | 09268743 |
| Direkt Bild zu diesem Denkmal hochladen | Ackerbürgerhaus in geschlossener Bebauung | Nieskyer Straße 7 (Karte)                                                   | Anfang 19. Jahrhundert | Obergeschoss Fachwerk, baugeschichtlich und städtebaulich von Bedeutung | 09268744 |
| Direkt Bild zu diesem Denkmal hochladen | Villa mit Garten | Nieskyer Straße 10 (Karte)                                                  | Um 1880 | Fassade im Stil der Neorenaissance, baugeschichtlich und straßenbildprägend von Bedeutung | 09268748 |
| Direkt Bild zu diesem Denkmal hochladen | Ehemaliges Krankenhaus mit Einfriedung (Martinsstift) | Nieskyer Straße 12 (Karte)                                                  | Um 1910 | Baugeschichtlich und ortsgeschichtlich von Bedeutung | 09268737 |
| Direkt Bild zu diesem Denkmal hochladen | Mietshaus in offener Bebauung | Nieskyer Straße 13 (Karte)                                                  | Um 1920 | Formensprache der 1920er Jahre, baugeschichtlich von Bedeutung | 09268745 |
| Direkt Bild zu diesem Denkmal hochladen | Mietshaus in offener Bebauung | Nieskyer Straße 15 (Karte)                                                  | 1930er Jahre | Authentisch, baugeschichtlich von Bedeutung | 09268746 |
| Direkt Bild zu diesem Denkmal hochladen | Mietshaus in offener Bebauung | Nieskyer Straße 17 (Karte)                                                  | 1930er Jahre | Authentisch, baugeschichtlich von Bedeutung | 09268747 |
|                                         | Alte Straßenbrücke (Napoleon-Brücke) | Oberreichenbach (an der B 6) (Karte)                                        | 19. Jahrhundert | Baugeschichtlich und technikgeschichtlich von Bedeutung | 09268828 |
| Direkt Bild zu diesem Denkmal hochladen | Denkmal für die Gefallenen des Ersten Weltkrieges | Oberreichenbach (Karte)                                                     | Nach 1918 | Block mit Namenstafeln, ortsgeschichtlich von Bedeutung | 09268668 |
| Direkt Bild zu diesem Denkmal hochladen | Wohnhaus, Stallgebäude, Scheune und Seitengebäude eines Vierseithofes | Oberreichenbach 2 (Karte)                                                   | Ursprung um 1750 (Vierseithof); bezeichnet mit 1865 (Bauernhaus)                                                                        | Baugeschichtlich und wirtschaftsgeschichtlich von Bedeutung | 09268666 |
| Direkt Bild zu diesem Denkmal hochladen | Waisenhaus | Poststraße 2 (Karte)                                                        | 2. Hälfte 19. Jahrhundert | Ortsgeschichtlich von Bedeutung | 09268761 |
| Direkt Bild zu diesem Denkmal hochladen | Wohnhaus in offener Bebauung mit Garten | Poststraße 12 (Karte)                                                       | Bezeichnet mit 1889 | Baugeschichtlich und städtebaulich von Bedeutung, einfaches Gründerzeitgebäude, Putzfassade | 09268723 |
| Direkt Bild zu diesem Denkmal hochladen | Villa mit Garten und Einfriedung | Schulstraße 4 (Karte)                                                       | Um 1912 | Baugeschichtlich und städtebaulich von Bedeutung | 09268760 |
| Direkt Bild zu diesem Denkmal hochladen | Villa mit parkähnlichem Garten | Sohländer Straße 5 (Karte)                                                  | Um 1905 | Villa im englischen Landhausstil errichtet, baugeschichtlich und städtebaulich von Bedeutung | 09268709 |
| Direkt Bild zu diesem Denkmal hochladen | Kapelle St. Anna | Steinweg (Ecke Görlitzer Straße) (Karte)                                    | Um 1500 | Spätgotische Kapelle, baugeschichtlich und ortsgeschichtlich von Bedeutung | 09268672 |
|                                         | Gedenkstein | Töpferberg (Karte)                                                          | 1913 | Inschrift: „Zur Erinnerung an das Gefecht bei Reichenbach am 22. Mai 1813, Verschönerungsverein 1913“, ortsgeschichtlich von Bedeutung | 09268734 |
| Weitere Bilder                          | Turmwindmühle auf dem Töpferberg | Töpferberg (Karte)                                                          | 1845 | Baugeschichtlich, ortsgeschichtlich und technikgeschichtlich von Bedeutung | 09268733 |
|                                         | Hussitenstein | Töpferberg (an der Ketzergrube) (Karte)                                     | Um 1930 | Ortsgeschichtlich von Bedeutung | 09268711 |
| Direkt Bild zu diesem Denkmal hochladen | Ehemaliges Krankenhaus | Von-Seydewitz-Straße 1 (Karte)                                              | Ende 19. Jahrhundert | Ortsgeschichtlich von Bedeutung | 09268702 |
| Direkt Bild zu diesem Denkmal hochladen | Wohnhaus mit einigem Dekor | Von-Seydewitz-Straße 3 (Karte)                                              | Um 1900 | Eventuell Zusammenhang mit Krankenhaus, baugeschichtlich von Bedeutung | 09268703 |
| Direkt Bild zu diesem Denkmal hochladen | Villa mit Einfriedung | Von-Seydewitz-Straße 4 (Karte)                                              | Um 1900 | Baugeschichtlich von Bedeutung | 09268707 |
| Direkt Bild zu diesem Denkmal hochladen | Wohnhaus in halboffener Bebauung | Von-Seydewitz-Straße 5 (Karte)                                              | Um 1905 | Eine Dachlandschaft mit Nr. 7, baugeschichtlich von Bedeutung | 09268704 |
| Direkt Bild zu diesem Denkmal hochladen | Wohnhaus in Ecklage | Von-Seydewitz-Straße 6 (Karte)                                              | Um 1890 | Mit betonter Eckgestaltung, baugeschichtlich und städtebaulich von Bedeutung | 09268715 |
| Direkt Bild zu diesem Denkmal hochladen | Wohnhaus in halboffener Bebauung | Von-Seydewitz-Straße 7 (Karte)                                              | Um 1905 | Eine Dachlandschaft mit Nr. 5, baugeschichtlich von Bedeutung | 09268705 |
| Direkt Bild zu diesem Denkmal hochladen | Villa mit Torpfeiler und Garten | Von-Seydewitz-Straße 9 (Karte)                                              | Nach 1900 | Zierfachwerk, baugeschichtlich von Bedeutung | 09268708 |
| Direkt Bild zu diesem Denkmal hochladen | Wohnhaus in halboffener Bebauung | Von-Seydewitz-Straße 11 (Karte)                                             | Ende 19. Jahrhundert | Städtebaulich von Bedeutung | 09268717 |
| Direkt Bild zu diesem Denkmal hochladen | Wohnhaus in Ecklage | Von-Seydewitz-Straße 15 (Karte)                                             | Bezeichnet mit 1900 | Mit Eckbetonung, baugeschichtlich und städtebaulich von Bedeutung | 09268706 |
|                                         | Mord- und Sühnekreuz | Weißenberger Straße (1 km nach Ortsausgang) (Karte)                         | 17. Jahrhundert | Ortsgeschichtlich von Bedeutung | 09268749 |
|                                         | Napoleon-Gedenkstein | Weißenberger Straße (Niederhof) (Karte)                                     | Um 1900 | Ortsgeschichtlich von Bedeutung | 09268738 |
| Direkt Bild zu diesem Denkmal hochladen | Wohnhaus mit Wirtschaftsteil | Weißenberger Straße 13 (Karte)                                              | Anfang 19. Jahrhundert | Baugeschichtlich und sozialgeschichtlich von Bedeutung | 09268741 |
| Direkt Bild zu diesem Denkmal hochladen | Villa mit Nebengebäude, Garten und Einfriedung | Weißenberger Straße 15 (Karte)                                              | Um 1920 | Baugeschichtlich von Bedeutung | 09268740 |

## Biesig
| Bild                                    | Bezeichnung                                                        | Lage                          | Datierung              | Beschreibung                                                          | ID       |
| --------------------------------------- | ------------------------------------------------------------------ | ----------------------------- | ---------------------- | --------------------------------------------------------------------- | -------- |
| Direkt Bild zu diesem Denkmal hochladen | Kriegerdenkmal (Obelisk) für die Gefallenen des Ersten Weltkrieges | Dorfweg (nahe Nr. 21) (Karte) | Nach 1918              | Ortsgeschichtlich von Bedeutung                                       | 09300687 |
| Direkt Bild zu diesem Denkmal hochladen | Ländliches Wohnhaus                                                | Dorfweg 12 (Karte)            | Frühes 19. Jahrhundert | Obergeschoss Fachwerk, baugeschichtlich von Bedeutung                 | 09268771 |
| Direkt Bild zu diesem Denkmal hochladen | Ländliches Wohnhaus                                                | Dorfweg 19 (Karte)            | Frühes 19. Jahrhundert | Obergeschoss Fachwerk, baugeschichtlich von Bedeutung                 | 09268772 |
| Weitere Bilder                          | Herrenhaus des Rittergutes Biesig                                  | Dorfweg 21 (Karte)            | Vor 1813               | Baugeschichtlich, ortsgeschichtlich und ortsbildprägend von Bedeutung | 09268773 |

## Borda
| Bild                                    | Bezeichnung                                                              | Lage                           | Datierung                                          | Beschreibung                                                                                 | ID       |
| --------------------------------------- | ------------------------------------------------------------------------ | ------------------------------ | -------------------------------------------------- | -------------------------------------------------------------------------------------------- | -------- |
| Direkt Bild zu diesem Denkmal hochladen | Wohnstallhaus und drei Seitengebäude eines Vierseithofes                 | Meuselwitzer Straße 2 (Karte)  | Bezeichnet mit 1888, Seitengebäude teilweise älter | Baugeschichtlich und wirtschaftsgeschichtlich von Bedeutung                                  | 09300689 |
| Direkt Bild zu diesem Denkmal hochladen | Wohnstallhaus, Scheune und Seitengebäude eines Dreiseithofes (Thomashof) | Meuselwitzer Straße 3 (Karte)  | Bezeichnet mit 1878                                | Baugeschichtlich und wirtschaftsgeschichtlich von Bedeutung                                  | 09268794 |
| Direkt Bild zu diesem Denkmal hochladen | Wohnstallhaus und zwei Seitengebäude eines Dreiseithofes                 | Meuselwitzer Straße 5 (Karte)  | 2. Hälfte 19. Jahrhundert                          | Baugeschichtlich und wirtschaftsgeschichtlich von Bedeutung                                  | 09300690 |
| Direkt Bild zu diesem Denkmal hochladen | Wohnstallhaus und zwei Seitengebäude eines Vierseithofes                 | Meuselwitzer Straße 10 (Karte) | 2. Hälfte 19. Jahrhundert                          | Authentisch und strukturprägend, baugeschichtlich und wirtschaftsgeschichtlich von Bedeutung | 09300688 |

## Dittmannsdorf
| Bild                                    | Bezeichnung                                                                         | Lage                                   | Datierung                                             | Beschreibung | ID       |
| --------------------------------------- | ----------------------------------------------------------------------------------- | -------------------------------------- | ----------------------------------------------------- | --- | -------- |
| Weitere Bilder                          | Denkmal für die Gefallenen des Ersten Weltkrieges                                   | An der Nieskyer Straße (Karte)         | Nach 1918                                             | Ortsgeschichtlich von Bedeutung | 09268777 |
| Weitere Bilder                          | Rittergut Dittmannsdorf (Sachgesamtheit)                                            | An der Nieskyer Straße 7, 9 (Karte)    | Ende 18. Jahrhundert                                  | Sachgesamtheit Rittergut Dittmannsdorf mit folgenden Einzeldenkmalen: Herrenhaus, drei Seitengebäude und Einfriedung (siehe auch Einzeldenkmale 09268775 unter gleicher Anschrift) sowie Gutspark (Gartendenkmal); baugeschichtlich und ortsgeschichtlich von Bedeutung | 09300814 |
| Weitere Bilder                          | Herrenhaus, drei Seitengebäude und Einfriedung (Einzeldenkmale zu ID-Nr. 09300814); | An der Nieskyer Straße 7, 8, 9 (Karte) | Nach Brand 1725 (Herrenhaus); um 1850 (Seitengebäude) | Einzeldenkmale der Sachgesamtheit Rittergut Dittmannsdorf; baugeschichtlich und ortsgeschichtlich von Bedeutung | 09268775 |
| Direkt Bild zu diesem Denkmal hochladen | Wohnstallhaus, Scheune und zwei Seitengebäude eines Vierseithofes                   | An der Nieskyer Straße 13 (Karte)      | Bezeichnet mit 1848                                   | Baugeschichtlich und wirtschaftsgeschichtlich von Bedeutung | 09268776 |
| Direkt Bild zu diesem Denkmal hochladen | Ehemaliger Gerichtskretscham                                                        | An der Nieskyer Straße 17 (Karte)      | Um 1850                                               | Heute Wohnhaus, ortsgeschichtliche Bedeutung | 09268778 |

## Goßwitz
| Bild | Bezeichnung                                                        | Lage                    | Datierung       | Beschreibung                                                                | ID       |
| ---- | ------------------------------------------------------------------ | ----------------------- | --------------- | --------------------------------------------------------------------------- | -------- |
|      | Herrenhaus und Park eines ehemaligen Rittergutes (Schloss Goßwitz) | Ringstraße 7, 8 (Karte) | 18. Jahrhundert | Baugeschichtlich, ortsgeschichtlich und landschaftsgestaltend von Bedeutung | 09268824 |

## Krobnitz
| Bild                                    | Bezeichnung                                                 | Lage                      | Datierung                                                   | Beschreibung | ID       |
| --------------------------------------- | ----------------------------------------------------------- | ------------------------- | ----------------------------------------------------------- | --- | -------- |
| Weitere Bilder                          | Rittergut Krobnitz/Roonsches Rittergut (Sachgesamtheit)     | Am Friedenstal 5 (Karte)  | Frühes 19. Jahrhundert, spätere Umbauten, Kern sicher älter | Sachgesamtheit Rittergut Krobnitz mit folgenden Einzeldenkmalen: Herrenhaus, Inspektorenhaus, Wirtschaftsgebäude, zwei Einfriedungsmauern und Gruft im Gutspark (siehe Einzeldenkmale 09268779 unter gleicher Anschrift) sowie Gutspark (Gartendenkmal); baugeschichtlich, landschaftsgestaltend und ortsgeschichtlich von Bedeutung | 09300503 |
| Weitere Bilder                          | Herrenhaus (Einzeldenkmal zu ID-Nr. 09300503)               | Am Friedenstal 5 (Karte)  | 1759 (Herrenhaus und Stall)                                 | Einzeldenkmal der Sachgesamtheit Rittergut Krobnitz; baugeschichtlich, ortsgeschichtlich und ortsbildprägend von Bedeutung | 09268779 |
| Weitere Bilder                          | Inspektorenhaus (Einzeldenkmal zu ID-Nr. 09300503)          | Am Friedenstal 5 (Karte)  | Um 1800                                                     | Einzeldenkmal der Sachgesamtheit Rittergut Krobnitz; baugeschichtlich, ortsgeschichtlich und ortsbildprägend von Bedeutung | 09268779 |
| Weitere Bilder                          | Wirtschaftsgebäude (Einzeldenkmal zu ID-Nr. 09300503)       | Am Friedenstal 5 (Karte)  | Um 1860                                                     | Einzeldenkmal der Sachgesamtheit Rittergut Krobnitz; baugeschichtlich, ortsgeschichtlich und ortsbildprägend von Bedeutung | 09268779 |
|                                         | Zwei Einfriedungsmauern (Einzeldenkmale zu ID-Nr. 09300503) | Am Friedenstal 5 (Karte)  | Um 1800                                                     | Einzeldenkmale der Sachgesamtheit Rittergut Krobnitz; baugeschichtlich, ortsgeschichtlich und ortsbildprägend von Bedeutung | 09268779 |
| Weitere Bilder                          | Gruft im Gutspark (Einzeldenkmal zu ID-Nr. 09300503)        | Am Friedenstal 5 (Karte)  | Um 1870                                                     | Einzeldenkmal der Sachgesamtheit Rittergut Krobnitz; baugeschichtlich, ortsgeschichtlich und ortsbildprägend von Bedeutung | 09268779 |
| Direkt Bild zu diesem Denkmal hochladen | Wohnstallhaus                                               | Am Friedenstal 15 (Karte) | Um 1870                                                     | Baugeschichtlich von Bedeutung | 09268015 |

## Mengelsdorf
| Bild                                    | Bezeichnung | Lage                                              | Datierung | Beschreibung | ID       |
| --------------------------------------- | --- | ------------------------------------------------- | --- | --- | -------- |
|                                         | Mord- und Sühnekreuz | An der Dorfstraße (bei Gerichtskretscham) (Karte) | 15./16. Jahrhundert | Ortsgeschichtlich von Bedeutung | 09294344 |
| Direkt Bild zu diesem Denkmal hochladen | Kriegerdenkmal für die Gefallenen des Ersten Weltkrieges | An der Dorfstraße (Karte)                         | Nach 1918 | Ortsgeschichtlich von Bedeutung | 09268805 |
| Weitere Bilder                          | Schloss Mengelsdorf (Sachgesamtheit) | An der Dorfstraße 2, 3, 4, 6 (Karte)              | 18./19. Jahrhundert | Sachgesamtheit Schloss Mengelsdorf mit folgenden Einzeldenkmalen: Altes und neues Herrenhaus (Hausnr. 6), Inspektorenhaus (Hausnr. 2), barockes Wohn- und Wirtschaftsgebäude (neben Hausnr. 3), Wirtschaftshof mit drei Stall-Scheunen-Gebäuden, Granittrog, Reste der Schlossgärtnereimauer und Soldatenfriedhof Zweiter Weltkrieg im Gutspark (siehe Einzeldenkmale 09268810 unter gleicher Anschrift) sowie Gutspark (Gartendenkmal); baugeschichtlich, ortsgeschichtlich und landschaftsgestaltend von Bedeutung | 09300808 |
| Weitere Bilder                          | Altes und neues Herrenhaus (Hausnr. 6), Inspektorenhaus (Hausnr. 2), barockes Wohn- und Wirtschaftsgebäude (neben Hausnr. 3), Wirtschaftshof mit drei Stall-Scheunen-Gebäuden, Granittrog, Reste der Schlossgärtnereimauer und Soldatenfriedhof Zweiter Weltkrieg mit Gedenkstele im Gutspark (Einzeldenkmale zu ID-Nr. 09300808) | An der Dorfstraße 2, 3, 4, 6 (Karte)              | Nach 1741 (Altes Schloss); 19. Jahrhundert (Wirtschaftshof); 1860 (Neues Schloss); vermutlich um 1910 (Gutsverwalterhaus); nach 1945 (Soldatenfriedhof) | Einzeldenkmale der Sachgesamtheit Schloss Mengelsdorf; baugeschichtlich und ortsgeschichtlich von Bedeutung | 09268810 |
| Direkt Bild zu diesem Denkmal hochladen | Wohnhaus (Umgebinde) | An der Dorfstraße 29 (Karte)                      | Um 1800 | Obergeschoss Fachwerk, baugeschichtlich und sozialgeschichtlich von Bedeutung | 09268815 |
| Direkt Bild zu diesem Denkmal hochladen | Wohnstallhaus | An der Dorfstraße 36 (Karte)                      | Um 1800 | Obergeschoss Fachwerk, baugeschichtlich von Bedeutung | 09268813 |
| Direkt Bild zu diesem Denkmal hochladen | Wohnhaus und zwei Seitengebäude eines Vierseithofes | An der Dorfstraße 37 (Karte)                      | 1870 (Seitengebäude); 1886 (Wirtschaftsgebäude); 1889 (Wohnstallhaus)                                                                                   | Baugeschichtlich und wirtschaftsgeschichtlich von Bedeutung | 09268812 |
| Direkt Bild zu diesem Denkmal hochladen | Wohnstallhaus eines Bauernhofes | An der Dorfstraße 54 (Karte)                      | Um 1850 | Baugeschichtlich von Bedeutung | 09268819 |
| Direkt Bild zu diesem Denkmal hochladen | Wohnstallhaus | An der Dorfstraße 56 (Karte)                      | Um 1700 | Obergeschoss Fachwerk, besondere baugeschichtliche Bedeutung, Alterswert | 09268804 |
| Direkt Bild zu diesem Denkmal hochladen | Wohnhaus | An der Dorfstraße 106 (Karte)                     | Bezeichnet mit 1848 | Obergeschoss Fachwerk, baugeschichtlich von Bedeutung | 09268817 |
| Direkt Bild zu diesem Denkmal hochladen | Wohnstallhaus | An der Dorfstraße 111 (Karte)                     | Um 1750 | Obergeschoss Fachwerk, Alterswert, baugeschichtlich von Bedeutung | 09268814 |
| Direkt Bild zu diesem Denkmal hochladen | Wohnstallhaus, Scheune, Seitengebäude und hölzerner Pumpe eines Dreiseithofes | An der Dorfstraße 118 (Karte)                     | Bezeichnet mit 1804 | Baugeschichtlich und wirtschaftsgeschichtlich von Bedeutung | 09268822 |
| Direkt Bild zu diesem Denkmal hochladen | Wohnhaus eines Dreiseithofes | An der Dorfstraße 121 (Karte)                     | 1. Hälfte 19. Jahrhundert | Obergeschoss Fachwerk, baugeschichtlich von Bedeutung | 09268821 |

## Meuselwitz
| Bild                                    | Bezeichnung                                                                                     | Lage                            | Datierung                                          | Beschreibung | ID       |
| --------------------------------------- | ----------------------------------------------------------------------------------------------- | ------------------------------- | -------------------------------------------------- | --- | -------- |
| Weitere Bilder                          | Sächsisch-Preußischer Grenzstein: Pilarpaar Nr. 41                                              | An der Schanze (Karte)          | Nach 1828                                          | Siehe auch Sachgesamtheit 09305644; vermessungsgeschichtlich und landesgeschichtlich von Bedeutung als Zeitdokument der historischen Grenzziehung zwischen Sachsen und Preußen nach dem Wiener Kongress 1815. | 09305418 |
|                                         | Sächsisch-Preußischer Grenzstein: Pilarpaar Nr. 42 sowie ein Läuferstein                        | An der Schanze (Karte)          | Nach 1828                                          | Siehe auch Sachgesamtheit 09305644; vermessungsgeschichtlich und landesgeschichtlich von Bedeutung als Zeitdokument der historischen Grenzziehung zwischen Sachsen und Preußen nach dem Wiener Kongress 1815. | 09305427 |
|                                         | Sächsisch-Preußischer Grenzstein: Pilarpaar Nr. 44 sowie zwei Läufersteine                      | (Flur 5, Flurstück 134) (Karte) | Nach 1828                                          | Siehe auch Sachgesamtheit 09305644; vermessungsgeschichtlich und landesgeschichtlich von Bedeutung als Zeitdokument der historischen Grenzziehung zwischen Sachsen und Preußen nach dem Wiener Kongress 1815. | 09305429 |
|                                         | Sächsisch-Preußischer Grenzstein: Pilarpaar Nr. 46                                              | (Flur 5, Flurstück 1) (Karte)   | Nach 1828                                          | Siehe auch Sachgesamtheit 09305644; vermessungsgeschichtlich und landesgeschichtlich von Bedeutung als Zeitdokument der historischen Grenzziehung zwischen Sachsen und Preußen nach dem Wiener Kongress 1815. | 09305431 |
| Weitere Bilder                          | Sächsisch-Preußischer Grenzstein: Preußischer Pilar Nr. 48                                      | (Flur 1, Flurstück 72) (Karte)  | Nach 1828                                          | Siehe auch Sachgesamtheit 09305644; vermessungsgeschichtlich und landesgeschichtlich von Bedeutung als Zeitdokument der historischen Grenzziehung zwischen Sachsen und Preußen nach dem Wiener Kongress 1815. | 09305433 |
| Direkt Bild zu diesem Denkmal hochladen | Pfarrhaus und Pfarrscheune                                                                      | Am Sportplatz 1 (Karte)         | Um 1900                                            | Baugeschichtlich und ortsgeschichtlich von Bedeutung | 09268786 |
| Direkt Bild zu diesem Denkmal hochladen | Wohnstallhaus eines Vierseithofes                                                               | Am Sportplatz 4 (Karte)         | Frühes 19. Jahrhundert                             | Obergeschoss Fachwerk, baugeschichtlich von Bedeutung | 09268793 |
| Direkt Bild zu diesem Denkmal hochladen | Wohnstallhaus, Seitengebäude und Scheune eines Dreiseithofes, mit Einfriedung                   | An den Feldhäusern 1 (Karte)    | Um 1840                                            | Baugeschichtlich und wirtschaftsgeschichtlich von Bedeutung | 09268791 |
|                                         | Sächsisch-Preußischer Grenzstein: Pilarpaar Nr. 43 sowie sieben Läufersteine                    | An der Schanze 29 (bei) (Karte) | Nach 1828                                          | Siehe auch Sachgesamtheit 09305644; vermessungsgeschichtlich und landesgeschichtlich von Bedeutung als Zeitdokument der historischen Grenzziehung zwischen Sachsen und Preußen nach dem Wiener Kongress 1815. | 09305428 |
|                                         | Kirche mit Kirchhof, Kirchhofsmauer mit Tor und vier Grabmale                                   | Hauptstraße (Karte)             | Ende 19. Jahrhundert (Kirche); 1890–1930 (Grabmal) | Baugeschichtlich und ortsgeschichtlich von Bedeutung | 09268788 |
| Direkt Bild zu diesem Denkmal hochladen | Kriegerdenkmale für die Gefallenen des Deutsch-Französischen Krieges und des Ersten Weltkrieges | Hauptstraße (Karte)             | Nach 1871; nach 1918                               | Ortsgeschichtlich von Bedeutung | 09268787 |
| Direkt Bild zu diesem Denkmal hochladen | Wohnstallhaus                                                                                   | Hauptstraße 7 (Karte)           | 2. Hälfte 18. Jahrhundert                          | Obergeschoss Fachwerk, baugeschichtlich von Bedeutung | 09268785 |
| Direkt Bild zu diesem Denkmal hochladen | Wohnhaus in offener Bebauung                                                                    | Hauptstraße 8 (Karte)           | Ende 19. Jahrhundert                               | Baugeschichtlich von Bedeutung | 09268789 |
| Direkt Bild zu diesem Denkmal hochladen | Wohnhaus                                                                                        | Hauptstraße 18 (Karte)          | Nach 1800                                          | Obergeschoss Fachwerk, baugeschichtlich von Bedeutung | 09268651 |
| Direkt Bild zu diesem Denkmal hochladen | Wohnhaus (Umgebinde)                                                                            | Hauptstraße 28 (Karte)          | Mitte 18. Jahrhundert                              | Obergeschoss Fachwerk, baugeschichtlich und ortsbildprägend von Bedeutung | 09268790 |
| Direkt Bild zu diesem Denkmal hochladen | Wohnhaus, Scheune und zwei Seitengebäude eines Vierseithofes                                    | Hauptstraße 30 (Karte)          | 2. Hälfte 19. Jahrhundert                          | Baugeschichtlich und wirtschaftsgeschichtlich von Bedeutung | 09268792 |
| Direkt Bild zu diesem Denkmal hochladen | Wohnhaus                                                                                        | Hauptstraße 40 (Karte)          | 2. Hälfte 18. Jahrhundert                          | Obergeschoss Fachwerk, baugeschichtlich von Bedeutung | 09268784 |

## Oehlisch
| Bild                                    | Bezeichnung | Lage                    | Datierung                                                            | Beschreibung | ID       |
| --------------------------------------- | --- | ----------------------- | -------------------------------------------------------------------- | --- | -------- |
|                                         | Rittergut Oehlisch (Sachgesamtheit)                                                                                             | Oehlisch 4 (Karte)      | 19. Jahrhundert                                                      | Sachgesamtheit Rittergut Oehlisch mit folgenden Einzeldenkmalen: Herrenhaus, Wirtschaftshof mit allen Wirtschaftsgebäuden, Scheunen und Inspektorenhaus (siehe Einzeldenkmale 09268756 unter gleicher Anschrift) sowie der Gutspark (Gartendenkmal); baugeschichtlich, landschaftsgestaltend und ortsgeschichtlich von Bedeutung | 09300815 |
| Direkt Bild zu diesem Denkmal hochladen | Herrenhaus sowie Wirtschaftshof mit allen Wirtschaftsgebäuden, Scheunen und Inspektorenhaus (Einzeldenkmale zu ID-Nr. 09300815) | Oehlisch 4 (Karte)      | 19. Jahrhundert (Wirtschaftsgebäude); bezeichnet mit 1909 (Gutshaus) | Einzeldenkmale der Sachgesamtheit Rittergut Oehlisch; baugeschichtlich und ortsgeschichtlich von Bedeutung | 09268756 |
| Direkt Bild zu diesem Denkmal hochladen | Wohnstallhaus und Scheune eines Dreiseithofes                                                                                   | Oehlisch 8a, 8b (Karte) | 1. Hälfte 19. Jahrhundert                                            | Obergeschoss Fachwerk im Wohnstallhaus, baugeschichtlich und wirtschaftsgeschichtlich von Bedeutung | 09268799 |

## Schöps
| Bild                                    | Bezeichnung                                             | Lage                      | Datierung                 | Beschreibung                                                | ID       |
| --------------------------------------- | ------------------------------------------------------- | ------------------------- | ------------------------- | ----------------------------------------------------------- | -------- |
| Direkt Bild zu diesem Denkmal hochladen | Kriegerdenkmal für die Gefallenen des Ersten Weltkriegs | An der Schanze (Karte)    | Nach 1918                 | Ortsgeschichtlich von Bedeutung                             | 09268796 |
| Direkt Bild zu diesem Denkmal hochladen | Wohnstallhaus und zwei Scheunen eines Vierseithofes     | An der Schanze 11 (Karte) | Um 1850                   | Baugeschichtlich und wirtschaftsgeschichtlich von Bedeutung | 09268809 |
| Direkt Bild zu diesem Denkmal hochladen | Wohnstallhaus und Scheune eines Bauernhofes             | An der Schanze 13 (Karte) | Um 1850                   | Baugeschichtlich und wirtschaftsgeschichtlich von Bedeutung | 09268798 |
| Direkt Bild zu diesem Denkmal hochladen | Häusleranwesen                                          | An der Schanze 32 (Karte) | 1. Hälfte 19. Jahrhundert | Baugeschichtlich und sozialgeschichtlich von Bedeutung      | 09268797 |

## Sohland am Rotstein
| Bild                                    | Bezeichnung | Lage                                                | Datierung | Beschreibung | ID       |
| --------------------------------------- | --- | --------------------------------------------------- | --- | --- | -------- |
|                                         | Sächsisch-Preußischer Grenzstein: Pilarpaar Nr. 33 mit drei Läufersteinen                                                                      | (Flurstück 2622/1) (Karte)                          | Nach 1828 | Siehe auch Sachgesamtheit 09305644; vermessungsgeschichtlich und landesgeschichtlich von Bedeutung als Zeitdokument der historischen Grenzziehung zwischen Sachsen und Preußen nach dem Wiener Kongress 1815. | 09305419 |
|                                         | Sächsisch-Preußischer Grenzstein: Pilarpaar Nr. 34                                                                                             | (Flurstück 1707) (Karte)                            | Nach 1828 | Siehe auch Sachgesamtheit 09305644; vermessungsgeschichtlich und landesgeschichtlich von Bedeutung als Zeitdokument der historischen Grenzziehung zwischen Sachsen und Preußen nach dem Wiener Kongress 1815. | 09305420 |
|                                         | Sächsisch-Preußischer Grenzstein: Pilarpaar Nr. 37 sowie 10 Läufersteine                                                                       | (Flurstück 2270/1) (Karte)                          | Nach 1828 | Siehe auch Sachgesamtheit 09305644; vermessungsgeschichtlich und landesgeschichtlich von Bedeutung als Zeitdokument der historischen Grenzziehung zwischen Sachsen und Preußen nach dem Wiener Kongress 1815. | 09305423 |
|                                         | Eisenbahnviadukt über das Tal des Schwarzen Schöps                                                                                             | (Flurstück 1965/2) (Karte)                          | Vor 1847 | Bahnstrecke Görlitz–Dresden; eisenbahngeschichtlich und technikgeschichtlich von Bedeutung | 09271392 |
| Direkt Bild zu diesem Denkmal hochladen | Wohnstallhaus | Alte Straße 258 (Karte)                             | Vermutlich 18. Jahrhundert | Obergeschoss Fachwerk, baugeschichtlich von Bedeutung | 09301066 |
| Direkt Bild zu diesem Denkmal hochladen | Mühle und Wirtschaftsgebäude | Am Teichdamm 100 (Karte)                            | Um 1700 | Baugeschichtlich und technikgeschichtlich von Bedeutung | 09271673 |
| Direkt Bild zu diesem Denkmal hochladen | Altes und neues Herrenhaus sowie Scheune und Wirtschaftsgebäude des Rittergutes Obersohland II                                                 | Depot 288, 289, 290, 292, 293 (Karte)               | 18. Jahrhundert (Nr. 288); Anfang 19. Jahrhundert (Herrenhaus); 19. Jahrhundert (Scheunen und Nr. 292); bezeichnet mit 1906 (neues Herrenhaus, Nr. 289, 290) | Bau- und ortsgeschichtlich von Bedeutung | 09274926 |
| Direkt Bild zu diesem Denkmal hochladen | Feuerwehr-Schlauchturm | Dorfstraße (schräg gegenüber Mittelhof 183) (Karte) | Bezeichnet mit 1926 | Ortsgeschichtlich und technikgeschichtlich von Bedeutung | 09301062 |
| Direkt Bild zu diesem Denkmal hochladen | Wohnhaus (ehemals Umgebinde) | Dorfstraße 38 (Karte)                               | Um 1840 | Baugeschichtlich und sozialgeschichtlich von Bedeutung | 09271670 |
| Direkt Bild zu diesem Denkmal hochladen | Feuerwehr-Spritzenhaus mit Schlauchturm | Dorfstraße 75 (gegenüber) (Karte)                   | Wahrscheinlich 1920er Jahre | Ortsgeschichtlich von Bedeutung | 09301061 |
| Direkt Bild zu diesem Denkmal hochladen | Wohnstallhaus (Umgebinde) | Dorfstraße 84 (Karte)                               | 18. Jahrhundert | Baugeschichtlich und sozialgeschichtlich von Bedeutung | 09271672 |
| Direkt Bild zu diesem Denkmal hochladen | Scheune | Dorfstraße 108 (Karte)                              | Ende 18. Jahrhundert | An das Wohnhaus angebaut, baugeschichtlich von Bedeutung | 09271674 |
| Direkt Bild zu diesem Denkmal hochladen | Wohnstallhaus (Umgebinde) | Dorfstraße 109 (Karte)                              | Um 1800, eventuell auch früher | Zusammen mit Dorfstraße 252 eines der instruktivsten Beispiele der älteren Umgebindebauweise, baugeschichtlich und sozialgeschichtlich von Bedeutung                                                          | 09271675 |
| Direkt Bild zu diesem Denkmal hochladen | Stellmacherei | Dorfstraße 148 (Karte)                              | 1. Hälfte 19. Jahrhundert | Baugeschichtlich und ortsgeschichtlich von Bedeutung | 09271678 |
| Direkt Bild zu diesem Denkmal hochladen | Wohnstallhaus (Umgebinde) | Dorfstraße 205 (Karte)                              | Um 1700 | Obergeschoss Fachwerk, baugeschichtlich und hausgeschichtlich von Bedeutung | 09271686 |
| Direkt Bild zu diesem Denkmal hochladen | Klassizistisches Granit-Türgewände | Dorfstraße 215 (Karte)                              | Bezeichnet mit 1839 | Handwerklich-künstlerisch von Bedeutung | 09271687 |
| Direkt Bild zu diesem Denkmal hochladen | Denkmal (Judenstein) | Dorfstraße 215 (gegenüber) (Karte)                  | Nach 1945 | Ortsgeschichtlich von Bedeutung | 09272195 |
| Direkt Bild zu diesem Denkmal hochladen | Zwei Wohngebäude des Martinstiftes | Dorfstraße 229 (Karte)                              | 1884 (Hauptgebäude); um 1896 (Turmhaus) | Ortsgeschichtlich und ortsbildprägend von Bedeutung | 09271693 |
| Direkt Bild zu diesem Denkmal hochladen | Wohnstallhaus | Dorfstraße 232 (Karte)                              | 2. Hälfte 18. Jahrhundert | Obergeschoss Fachwerk, baugeschichtlich von Bedeutung | 09271691 |
| Direkt Bild zu diesem Denkmal hochladen | Gutshaus mit Gutspark (Rittergut Obersohland III)                                                                                              | Dorfstraße 233 (Karte)                              | Nach Brand 1930, im Kern älter | Baugeschichtlich und ortsgeschichtlich von Bedeutung | 09271692 |
| Direkt Bild zu diesem Denkmal hochladen | Wohnhaus | Dorfstraße 235 (Karte)                              | Mitte 19. Jahrhundert | Obergeschoss Fachwerk, baugeschichtlich von Bedeutung | 09271690 |
| Direkt Bild zu diesem Denkmal hochladen | Wohnstallhaus | Dorfstraße 246 (Karte)                              | Wohl 18. Jahrhundert | Obergeschoss Fachwerk, regionaltypisch, baugeschichtlich von Bedeutung | 09278865 |
| Direkt Bild zu diesem Denkmal hochladen | Wohnstallhaus (Umgebinde) | Dorfstraße 252 (Karte)                              | Um 1800, eventuell auch früher | Obergeschoss Fachwerk, zusammen mit Dorfstraße 109 eines der instruktivsten Beispiele der älteren Umgebindebauweise, baugeschichtlich und sozialgeschichtlich von Bedeutung                                   | 09271694 |
| Direkt Bild zu diesem Denkmal hochladen | Wohnstallhaus (Umgebinde) | Dorfstraße 272 (Karte)                              | Um 1800 | Obergeschoss Fachwerk, baugeschichtlich und sozialgeschichtlich von Bedeutung | 09271695 |
| Direkt Bild zu diesem Denkmal hochladen | Wohnhaus | Dorfstraße 274a (Karte)                             | Um 1800 | Obergeschoss Fachwerk, ehemals Umgebinde, baugeschichtlich von Bedeutung | 09271696 |
| Direkt Bild zu diesem Denkmal hochladen | Gedenkstein für die Gefallenen des Krieges 1870/1871                                                                                           | Dorfstraße 274a (neben) (Karte)                     | Nach 1871 | Ortsgeschichtlich von Bedeutung | 09273258 |
| Direkt Bild zu diesem Denkmal hochladen | Wohnstallhaus | Dorfstraße 356 (Karte)                              | Kern um 1750; Türstock bezeichnet mit 1834 | Obergeschoss Fachwerk, baugeschichtlich von Bedeutung | 09271698 |
| Direkt Bild zu diesem Denkmal hochladen | Kirche und Kirchhof, Denkmale für die Gefallenen der Franzosenkriege von 1870/71 und des Ersten Weltkrieges sowie Einfriedung                  | Kirchberg (Karte)                                   | Zwischen 1841 und 1844 (Kirche); nach 1918 (Kriegerdenkmal)                                                                                                  | Baugeschichtlich und ortsgeschichtlich von Bedeutung | 09271699 |
| Direkt Bild zu diesem Denkmal hochladen | Pfarrhof mit Pfarrhaus, Scheune und Seitengebäude                                                                                              | Kirchberg 152 (Karte)                               | 1802–1805 | Baugeschichtlich und ortsgeschichtlich von Bedeutung | 09271680 |
| Direkt Bild zu diesem Denkmal hochladen | Schulgebäude | Kirchberg 153 (Karte)                               | 1802 | Baugeschichtlich und ortsgeschichtlich von Bedeutung | 09301065 |
| Weitere Bilder                          | Turmwindmühle und Fachwerkhaus (transloziert)                                                                                                  | Mittelhof 175a, 175b (Karte)                        | Um 1840 | Baugeschichtlich und technikgeschichtlich von Bedeutung | 09271684 |
|                                         | Herrenhaus (Schloss Mittelhof, Nr. 182), Gutsverwalterhaus (183/183a) und Reste der Einfriedungsmauer des ehemaligen Rittergutes Mittelsohland | Mittelhof 182, 183, 183a (Karte)                    | 1802 (Herrenhaus, Mittelhof 182); um 1870 (Gutsverwalterhaus)                                                                                                | Baugeschichtlich und ortsgeschichtlich von Bedeutung. Zwei Wirtschaftsgebäude (Nr. 176, 177/178) aus der 1. und 2. Hälfte des 19. Jahrhunderts wurden 2017 von der Denkmalliste gestrichen.                   | 09271683 |
| Direkt Bild zu diesem Denkmal hochladen | Herrenhaus und Durchfahrtsscheune des Rittergutes Niedersohland I (Niederhof)                                                                  | Niederhof 68 (Karte)                                | Mitte 18. Jahrhundert, später verändert | Baugeschichtlich und ortsgeschichtlich von Bedeutung | 09271671 |
|                                         | Sächsisch-Preußischer Grenzstein: Pilarpaar Nr. 39                                                                                             | Oehlisch 1 (bei) (Karte)                            | Nach 1828 | Siehe auch Sachgesamtheit 09305644; vermessungsgeschichtlich und landesgeschichtlich von Bedeutung als Zeitdokument der historischen Grenzziehung zwischen Sachsen und Preußen nach dem Wiener Kongress 1815. | 09305425 |
| Direkt Bild zu diesem Denkmal hochladen | Gasthof „Zur Landesgrenze“ | Oehlisch 2 (Karte)                                  | 1. Hälfte 19. Jahrhundert | Baugeschichtlich und ortsgeschichtlich von Bedeutung | 09268800 |
| Weitere Bilder                          | Bockwindmühle | Paulsdorfer Straße 169 (bei) (Karte)                | Um 1800 | Ortsgeschichtlich und technikgeschichtlich von Bedeutung | 09271402 |
| Direkt Bild zu diesem Denkmal hochladen | Schulgebäude mit Nebengebäude | Schulstraße 151 (Karte)                             | Ende 19. Jahrhundert | Nebengebäude wohl ebenfalls ehemaliges Schulgebäude, baugeschichtlich und ortsgeschichtlich von Bedeutung | 09270031 |
| Direkt Bild zu diesem Denkmal hochladen | Wohnhaus (Umgebinde) | Steinberg 121 (Karte)                               | 2. Hälfte 18. Jahrhundert | Obergeschoss Fachwerk, baugeschichtlich und sozialgeschichtlich von Bedeutung | 09271676 |
| Direkt Bild zu diesem Denkmal hochladen | Wohnhaus | Steinberg 123 (Karte)                               | Um 1800 | Obergeschoss Fachwerk, baugeschichtlich von Bedeutung | 09271677 |
| Direkt Bild zu diesem Denkmal hochladen | Wohnhaus | Trebe 41 (Karte)                                    | 2. Hälfte 18. Jahrhundert, später überformt | Obergeschoss Fachwerk, baugeschichtlich von Bedeutung | 09271668 |
|                                         | Sächsisch-Preußischer Grenzstein: Pilarpaar Nr. 38                                                                                             | Trebe 57a (Karte)                                   | Nach 1828 | Siehe auch Sachgesamtheit 09305644; vermessungsgeschichtlich und landesgeschichtlich von Bedeutung als Zeitdokument der historischen Grenzziehung zwischen Sachsen und Preußen nach dem Wiener Kongress 1815. | 09305424 |
| Direkt Bild zu diesem Denkmal hochladen | Vorwerk Obersohland mit Renaissance-Treppenturm                                                                                                | Zum Vorwerk 267 (Karte)                             | Um 1900 | Baugeschichtlich und ortsgeschichtlich von Bedeutung | 09270076 |

## Zoblitz
| Bild                                    | Bezeichnung | Lage                              | Datierung | Beschreibung | ID       |
| --------------------------------------- | --- | --------------------------------- | --- | --- | -------- |
| Direkt Bild zu diesem Denkmal hochladen | Ländliches Wohnhaus | Dorfstraße 6 (Karte)              | 1. Hälfte 18. Jahrhundert, Kern wohl älter                                                                   | Obergeschoss Fachwerk, baugeschichtlich von Bedeutung | 09268802 |
|                                         | Rittergut Zoblitz (Sachgesamtheit) | Dorfstraße 13, 14, 15, 22 (Karte) | 18. Jahrhundert                                                                                              | Sachgesamtheit Rittergut Zoblitz bestehend aus den Einzeldenkmalen: schlossartiges Herrenhaus (Nr. 13), zwei Wirtschaftsgebäude (Nr. 14, 15), Stallgebäude (Nr. 22) sowie eingeschossiger kleiner schmaler Bau am Eingang und Reste der Hofmauer (siehe auch Einzeldenkmale 09268803 unter gleicher Anschrift) sowie südliches Wirtschaftsgebäude (Nr. 16) als Sachgesamtheitsteil; baugeschichtlich und ortsgeschichtlich von Bedeutung | 09300810 |
| Direkt Bild zu diesem Denkmal hochladen | Schlossartiges Herrenhaus (Nr. 13), zwei Wirtschaftsgebäude (Nr. 14, 15), Stallgebäude (Nr. 22) sowie eingeschossiger kleiner schmaler Bau am Eingang und Reste der Hofmauer (Einzeldenkmale zu ID-Nr. 09300810) | Dorfstraße 13, 14, 15, 22 (Karte) | 18. Jahrhundert (Nr. 13); bezeichnet mit 1804 (Nr. 22, Stall); 19. Jahrhundert (Nr. 14, 15 und Nebengebäude) | Einzeldenkmale der Sachgesamtheit Rittergut Zoblitz; baugeschichtlich und ortsgeschichtlich von Bedeutung | 09268803 |
| Direkt Bild zu diesem Denkmal hochladen | Kriegerdenkmal für die Gefallenen des Ersten Weltkrieges | Dorfstraße 29 (bei) (Karte)       | 1920er Jahre                                                                                                 | Ortsgeschichtlich von Bedeutung | 09300705 |
| Direkt Bild zu diesem Denkmal hochladen | Wohnhaus, Wohnstallhaus, Scheune, Seitengebäude und Hofeinfahrt eines Vierseithofes | Dorfstraße 45 (Karte)             | Um 1880 | Baugeschichtlich und wirtschaftsgeschichtlich von Bedeutung | 09268667 |
| Direkt Bild zu diesem Denkmal hochladen | Scheune | Dorfstraße 50 (Karte)             | 19. Jahrhundert                                                                                              | Baugeschichtlich von Bedeutung | 09269054 |
| Direkt Bild zu diesem Denkmal hochladen | Gasthof „Zur goldenen Krone“ und zwei Seitengebäude | Dorfstraße 51 (Karte)             | Um 1820 | Bau- und verkehrsgeschichtlich von Bedeutung | 09268801 |

## Streichungen von der Denkmalliste

### Streichungen von der Denkmalliste (Reichenbach/O.L.)
| Bild                                    | Bezeichnung              | Lage                           | Datierung                  | Beschreibung | ID       |
| --------------------------------------- | ------------------------ | ------------------------------ | -------------------------- | --- | -------- |
| Direkt Bild zu diesem Denkmal hochladen | Ehemaliges Kutscherhaus  | Kirchplatz 2 (Karte)           | 2. Hälfte 18. Jahrhundert  | Teilweiser Abbruch, bau- und ortsgeschichtlich von Bedeutung. Zwischen 2019 und 2024 aus der Denkmalliste gestrichen.          | 09268689 |
| Direkt Bild zu diesem Denkmal hochladen | Ländliches Wohnhaus      | Niederreichenbach 30 (Karte)   | Vermutlich im Kern um 1720 | Obergeschoss Fachwerk, bau- und sozialgeschichtlich von Bedeutung. Zwischen 2019 und 2024 aus der Denkmalliste gestrichen.     | 09268765 |
|                                         | Gedenkstein              | Waldfrieden (Karte)            | 1920er Jahre               | Inschrift: „Dorf Neusorge 1591–1636“, ortsgeschichtlich von Bedeutung. Zwischen 2014 und 2019 aus der Denkmalliste gestrichen. | 09268742 |
| Direkt Bild zu diesem Denkmal hochladen | Ehemaliges Wohnstallhaus | Weißenberger Straße 11 (Karte) | 1. Hälfte 19. Jahrhundert  | Baugeschichtlich von Bedeutung. Zwischen 2014 und 2019 aus der Denkmalliste gestrichen.                                        | 09300704 |

### Streichungen von der Denkmalliste (Lehnhäuser)
| Bild                                    | Bezeichnung   | Lage                    | Datierung       | Beschreibung | ID       |
| --------------------------------------- | ------------- | ----------------------- | --------------- | --- | -------- |
| Direkt Bild zu diesem Denkmal hochladen | Wohnstallhaus | Am Waldessaum 2 (Karte) | 18. Jahrhundert | Obergeschoss Fachwerk, Alterswert, baugeschichtlich von Bedeutung. Zwischen 2014 und 2019 aus der Denkmalliste gestrichen. | 09268783 |

### Streichungen von der Denkmalliste (Sohland am Rotstein)
| Bild                                    | Bezeichnung                         | Lage                         | Datierung                                   | Beschreibung | ID       |
| --------------------------------------- | ----------------------------------- | ---------------------------- | ------------------------------------------- | --- | -------- |
| Direkt Bild zu diesem Denkmal hochladen | Wirtschaftsteil eines Wohnstallhaus | Blumenstraße 201 (Karte)     | Frühes 18. Jahrhundert                      | In Fachwerkbauweise, baugeschichtlich von Bedeutung. Zwischen 2019 und 2024 aus der Denkmalliste gestrichen.               | 09271685 |
| Direkt Bild zu diesem Denkmal hochladen | Wohnstallhaus                       | Dorfstraße 112 (Karte)       | 1. Hälfte 19. Jahrhundert, vielleicht älter | Baugeschichtlich von Bedeutung. Zwischen 2014 und 2019 aus der Denkmalliste gestrichen.                                    | 09301063 |
| Direkt Bild zu diesem Denkmal hochladen | Wohnstallhaus eines Zweiseithofes   | Dorfstraße 158 (Karte)       | Um 1800                                     | Obergeschoss Fachwerk, baugeschichtlich von Bedeutung. Zwischen 2014 und 2019 aus der Denkmalliste gestrichen.             | 09271679 |
| Direkt Bild zu diesem Denkmal hochladen | Steindeckerbrücke                   | Dorfstraße 210 (bei) (Karte) | 19. Jahrhundert                             | Ortsgeschichtlich von Bedeutung, ortstypische Granitplattenbrücke. Zwischen 2014 und 2019 aus der Denkmalliste gestrichen. | 09299919 |
| Direkt Bild zu diesem Denkmal hochladen | Wohnhaus                            | Dorfstraße 240 (Karte)       | Um 1800                                     | Obergeschoss Fachwerk, baugeschichtlich von Bedeutung. Zwischen 2019 und 2024 aus der Denkmalliste gestrichen.             | 09271689 |
| Direkt Bild zu diesem Denkmal hochladen | Wohnstallhaus (Umgebinde)           | Dorfstraße 248 (Karte)       | Mitte 18. Jahrhundert                       | Bau- und sozialgeschichtlich von Bedeutung. Zwischen 2019 und 2024 aus der Denkmalliste gestrichen.                        | 09271688 |

## Tabellenlegende
- Bild: Bild des Kulturdenkmals, ggf. zusätzlich mit einem Link zu weiteren Fotos des Kulturdenkmals im Medienarchiv Wikimedia Commons. Wenn man auf das Kamerasymbol klickt, können Fotos zu Kulturdenkmalen aus dieser Liste hochgeladen werden:
- Bezeichnung: Denkmalgeschützte Objekte und ggf. Bauwerksname des Kulturdenkmals
- Lage: Straßenname und Hausnummer oder Flurstücknummer des Kulturdenkmals. Die Grundsortierung der Liste erfolgt nach dieser Adresse. Der Link (Karte) führt zu verschiedenen Kartendiensten mit der Position des Kulturdenkmals. Fehlt dieser Link, wurden die Koordinaten noch nicht eingetragen. Sind diese bekannt, können sie über ein Tool mit einer Kartenansicht einfach nachgetragen werden. In dieser Kartenansicht sind Kulturdenkmale ohne Koordinaten mit einem roten bzw. orangen Marker dargestellt und können durch Verschieben auf die richtige Position in der Karte mit Koordinaten versehen werden. Kulturdenkmale ohne Bild sind an einem blauen bzw. roten Marker erkennbar.
- Datierung: Baubeginn, Fertigstellung, Datum der Erstnennung oder grobe zeitliche Einordnung entsprechend des Eintrags in der sächsischen Denkmaldatenbank
- Beschreibung: Kurzcharakteristik des Kulturdenkmals entsprechend des Eintrags in der sächsischen Denkmaldatenbank, ggf. ergänzt durch die dort nur selten veröffentlichten Erfassungstexte oder zusätzliche Informationen
- ID: Vom Landesamt für Denkmalpflege Sachsen vergebene, das Kulturdenkmal eindeutig identifizierende Objekt-Nummer. Der Link führt zum PDF-Denkmaldokument des Landesamtes für Denkmalpflege Sachsen. Bei ehemaligen Kulturdenkmalen können die Objektnummern unbekannt sein und deshalb fehlen bzw. die Links von aus der Datenbank entfernten Objektnummern ins Leere führen. Ein ggf. vorhandenes Icon  führt zu den Angaben des Kulturdenkmals bei Wikidata.

## Ausführliche Denkmaltexte
1. ↑  An der Struktur von Reichenbach lassen sich noch deutlich die Stadtgeschichte und ihre verschiedenen Entwicklungsstufen ablesen. Reichenbach ist ursprünglich im Zuge der hochmittelalterlichen Ostkolonisation als typisches Waldhufendorf im Tal des Reichenbacher Wassers gegründet worden. Das Dorf lag am Rande der Via Regia, der wichtigen Fernhandelsstraße zwischen Deutschland und Polen. Diese Lage veranlasste die böhmischen Könige, im 13. Jahrhundert einen Markt im Zentrum des Dorfes anzulegen, der dieses fortan in zwei Hälften teilte. Die um den Markt und die Straße entstehende städtische Siedlung, erstmals 1306 als Stadt bezeichnet (Urkunde in St. Marienstern), war vom 13. bis zum 19. Jahrhundert ein unbefestigtes Ackerbürgerstädtchen, dem nur eine bescheidene Entwicklung vergönnt war. Immer wieder war es Zerstörungen ausgesetzt, so zur Hussitenzeit, im Dreißigjährigen Krieg und zuletzt 1813, außerdem durch Brände der Jahre 1670 und 1729. Im späten 18. und frühen 19. Jahrhundert kam es zu einer weit reichenden Neubebauung des Stadtkerns, wobei die älteren Kerne der Gebäude (Keller und aufgehendes Mauerwerk) meist erhalten blieben. Erst mit dem Eisenbahnanschluss 1847 und der nachfolgenden Industrialisierung erweiterte sich die Stadt nach Süden. Insgesamt kam es nicht zu einer wesentlichen Störung des alten Stadtbildes, auch deshalb, weil dem Wachstum keine natürlichen Grenzen entgegen standen.
Wiederaufbauten erfolgten auf alten Mauern und alten Grundrissen, so dass die ursprüngliche Stadtstruktur erhalten blieb. Ihren Kern bilden die geschlossene Bebauung um den Markt, den Alten Ring und die Görlitzer Straße sowie die hinter den Hauptgebäuden liegenden niedrigeren und kleineren Wirtschaftsgebäude und die Gärten. Etwas abseits befindet sich das Kirchhofareal mit Kirche und markanter Einfriedung mit dem „Hussitentor“. Der dominante Marktplatz könnte sich einst bis an die Südachse des Alten Rings erstreckt haben, der trennende Häuserblock wäre somit später entstanden. Einige wenige Nebenstraßen mehr dürfte es gegeben haben, von denen heute nur noch die Namen zeugen (Viehgasse, Töpfergasse, Färbergasse...). Insgesamt ist der Altstadtkern flächenmäßig etwas größer gewesen als heute.
Die Vorderhäuser sind traditionell zweigeschossig und traufständig. Die für das Mittelalter weit verbreitete Giebelständigkeit von Häusern ist durch „Hausdrehung“ infolge von Brandschutzbestimmungen verschwunden. Im späteren 19. Jahrhundert wurden vor allem an der Nordseite des Marktes, aber auch am Alten Ring und an der Görlitzer Straße Häuser dreigeschossig neu errichtet oder entsprechend aufgestockt. Nach wie vor aber dominieren die für das Landstädtchen typischen zweigeschossigen Häuser. Oft finden sich in den Erdgeschossen Läden. Viele Fassaden weisen auf die Zeit um 1800, verbergen aber (s. o.) oft einen älteren Kern. Traufgesimse sind mehrfach profiliert, Haustüren meistens segmentbogig, seltener korbbogig mit Schlusssteinen. In einigen Fällen finden sich Gesimse, die Geschosse optisch trennen. Insgesamt sind die Fassaden aber sehr schlicht. Die Satteldächer zeigen sich vielfach ohne Ausbauten, d. h. anzunehmende einstige Fledermausgaupen sind verschwunden, aber auch moderne Ausbauten, die die Proportionen sprengen, sind noch nicht so zahlreich.
Das öffentliche Erhaltungsinteresse am Schutzgebiet begründet sich durch das die Entwicklungsgeschichte verdeutlichende Stadtbild, vor allem aber durch das Exemplarische und die Authentizität der Stadtstruktur. Exemplarisch ist die recht seltene planmäßige Entwicklung einer Stadt direkt aus einem Waldhufendorf, wie sie hier im Mittelalter geschah. Dieses ist für die Nachwelt noch heute problemlos nachzuvollziehen, denn auch die beiden dörflichen „Enden“ gibt es noch. Der hohe Dokumentationswert der zu schützenden Zone resultiert aus dem Vorhandensein der ursprünglichen Stadtstruktur. Im Grunde sind inhaltlich zum Stadtkern noch die Stadtscheunen an der Gersdorfer Straße hinzu zu zählen, denn sie dokumentieren wie auch die vergrößerten Hauseingänge im Schutzgebiet, dass Reichenbach eine Ackerbürgerstadt war. Für den Erhalt der signifikanten Struktur und des typischen Ortskernbildes ist es von Bedeutung, dass diese nicht beeinträchtigt werden durch bauliche Verdichtung an ihren Grenzen und hinter den Vorderhäusern. Gegen die Eigenart dieses Stadtkerns wäre es aber auch, Nebengebäude abzureißen und Zonen zu entkernen.